# Beker van Nieuw-Caledonië
De Beker van Nieuw-Caledonië is sinds 1954 het voetbalbekertoernooi van Nieuw-Caledonië. Het toernooi wordt georganiseerd door de Voetbalbond van Nieuw-Caledonië (FCF).
Tot 1993 kon deelname aan de Coupe de France afgedwongen worden middels een play-off met de bekerwinnaar van Frans-Polynesië (meer specifiek Tahiti). Vanaf 1994 neemt de bekerwinnaar automatisch mee in de eerste landelijk gespeelde ronde (de laatste jaren de zevende ronde).
De clubs van het hoofdeiland Nieuw-Caledonië (Grande-Terre) bereiken doorgaans de finale. Van het eiland Île des Pins bereikte AS Île des Pins 3× de finale waarvan 1× de bekerwinst. Van de clubs van de Loyaliteitseilanden bereikten vier clubs van Lifou 8× de finale waarvan 5× de bekerwinst, en van het eiland Ouvéa bereikten twee clubs alsmede een gezamenlijke selectie 4× de finale (waarvan 1× de bekerwinst).

## Finales
| Jaar | Winnaar           | Uitslag       | Finalist                 |
| ---- | ----------------- | ------------- | ------------------------ |
| 1954 | Indépendante      | 5-3           | Uniforme Fayaoué (Ouvéa) |
| 1955 | niet gespeeld     | niet gespeeld | niet gespeeld            |
| 1956 | PLGC              | 2-1           | Ouvéa-XI                 |
| 1957 | Impassible Nouméa | 5-2           | PLGC                     |
| 1958 | PLGC              | 6-0           | Impassible Nouméa        |
| 1959 | AS Wé (Lifou)     | 4-2           | Impassible Nouméa        |
| 1960 | Uniforme Fayaoué  | 4-2 nv        | Indépendante             |
| 1961 | AS Île des Pins   | 1-1, 3-2      | Impassible Nouméa        |
| 1962 | Olympique Nouméa  | 5-0           | PLGC                     |
| 1963 | Olympique Nouméa  | 5-1           | AS Île des Pins          |
| 1964 | JS Vallée du Tir  | 1-0           | USC Nouméa               |
| 1965 | JS Vallée du Tir  | 5-2           | AS Île des Pins          |
| 1966 | JS Vallée du Tir  | 3-0           | Thio Sport               |
| 1967 | JS Vallée du Tir  | 3-3, 1-0      | CSM                      |
| 1968 | JS Vallée du Tir  | 1-1, 3-2      | ASLN Nouméa              |
| 1969 | ASLN Nouméa       | 2-1           | JS Vallée du Tir         |
| 1970 | ASLN Nouméa       | 3-1           | AS Nathalo (Lifou)       |
| 1971 | ASLN Nouméa       | 2-1           | FC Gaïtcha               |
| 1972 | ASLN Nouméa       | 4-0           | CB Ponérihouen           |
| 1973 | UAC Yaté          | 1-0           | JS Vallée du Tir         |
| 1974 | UAC Yaté          | 5-2 nv        | ASLN Nouméa              |
| 1975 | ASLN Nouméa       | 1-0           | JS Vallée du Tir         |
| 1976 | Kehdek Koumac     | 1-1, 2-1      | ASLN Nouméa              |
| 1977 | USL Gélima        | 2-1           | ASLN Nouméa              |
| 1978 | USL Gélima        | 4-1           | JS Maré Nouméa           |
| 1979 | USL Gélima        | 3-0           | JS Maré Nouméa           |
| 1980 | JS Baco           | 3-2 nv        | CA Saint-Louis           |
| 1981 | CA Saint-Louis    | 2-1           | AS Ponoz                 |
| 1982 | USL Gélima        | 1-1 ns (3-0)  | JS Baco                  |

| Jaar | Winnaar                | Uitslag      | Finalist               |
| ---- | ---------------------- | ------------ | ---------------------- |
| 1983 | AS Païta               | 2-0          | CB Ponérihouen         |
| 1984 | JS Baco                | 2-0          | AS Kunié               |
| 1985 | CA Saint-Louis         | 3-1          | AS Kunié               |
| 1986 | CA Saint-Louis         | 3-0          | AS 6e km               |
| 1987 | JS Baco                | 2-0          | AS Kunié               |
| 1988 | AS Wé-Luécilla (Lifou) | 1-0          | CA Saint-Louis         |
| 1989 | AS Frégate             | 3-2          | JS Baco                |
| 1990 | CA Saint-Louis         | 1-0          | Entente Gélima         |
| 1991 | JS Baco                | 3-1          | AS Magenta Le Nickel * |
| 1992 | AS Wé-Luécilla         | 3-0          | AS Kunié               |
| 1993 | ASLN Thio              | 4-1          | CA Saint-Louis         |
| 1994 | CA Saint-Louis         | 5-1          | AS Qanono              |
| 1995 | JS Baco                | 3-2          | AS Wé-Luécilla         |
| 1996 | AS Magenta             | 3-0          | Uniforme Fayaoué       |
| 1997 | CA Saint-Louis         | 1-1 ns (4-3) | FC Gaïtcha             |
| 1998 | JS Traput (Lifou)      | 1-1 ns (5-4) | CS Nékoué              |
| 1999 | JS Traput              | 1-0 nv       | AS Auteuil             |
| 2000 | AS Magenta             | 1-1 ns (4-1) | JS Traput              |
| 2001 | AS Magenta             | 4-3          | AS Mont-Dore           |
| 2002 | AS Magenta             | 5-2          | JS Ouvéa               |
| 2003 | AS Magenta             | 1-0          | JS Baco                |
| 2004 | AS Magenta             | 2-1          | AS Mont-Dore           |
| 2005 | AS Magenta             | 2-1          | JS Baco                |
| 2006 | AS Mont-Dore           | 2-1          | JS Baco                |
| 2007 | AS Lössi               | 1-0          | AS Mont-Dore           |
| 2008 | AS Mont-Dore           | 3-0          | AS Lössi               |
| 2009 | AS Mont-Dore           | 3-3 ns (4-2) | AS Magenta             |
| 2010 | AS Magenta             | 2-1          | FC Gaïtcha             |

## Coupe de France
Deelnames van de clubs uit Nieuw-Caledonië in de Coupe de France.
| Seizoen | Nieuw-Caledonië  | Uitslag      | Tegenstander         | Plaats           |
| ------- | ---------------- | ------------ | -------------------- | ---------------- |
| 1966    | JS Vallée du Tir | 0-1          | SC Toulon            | Nouméa           |
| 1976    | AS Le Nickel     | 0-3          | AS Corbeil           | Saint-Ouen       |
| 1983    | USL Gélima       | 0-1          | Red Star Paris       | Nouméa           |
| 1984    | CA Saint-Louis   | ? ns (2-3)   | SC Abbeville         | Chantilly        |
| 1987    | CA Saint-Louis   | 1-2          | AS Cannes            | Nouméa           |
|         |                  |              |                      |                  |
| 1994    | AS Magenta       | ? ns (0-1)   | SC Vallauris         | Nouméa           |
| 1995    | CA Saint-Louis   | 0-7          | SC Toulon            | Viry-Châtillon   |
| 1996    | CA Saint-Louis   | 1-3          | Olympique Nîmes      | Nouméa           |
| 1997    | JS Traput        | 0-4          | FC Istres            | Levallois-Perret |
| 1998    | JS Traput        | 0-4          | JA Armentières       | Nouméa           |
| 1999    | JS Traput        | 0-4          | FC La Roche-sur-Yon  | Montreuil        |
| 2000    | AS Magenta       | 0-2          | JA Levallois         | Nouméa           |
| 2001    | AS Magenta       | 2-5          | FC Tours             | Tours            |
| 2002    | AS Magenta       | 2-3          | US Forbach           | Forbach          |
| 2003    | AS Magenta       | 2-3          | Fontenay Vendée Foot | Nouméa           |
|         |                  |              |                      |                  |
| 2008    | AS Mont Doré     | 2-4          | USL Dunkerque        | (thuis)          |
| 2009    | AS Mont Doré     | 3-5 nv       | US Avranches         | (uit)            |
| 2010    | AS Magenta       | 1-1 ns (5-4) | USL Dunkerque        | Nouméa           |
| 2010    | AS Magenta       | 0-4          | Paris FC             | Parijs           |